# Кубок швейцарської ліги з футболу 1979—1980
Кубок швейцарської ліги з футболу 1979-80 — 8-й розіграш Кубка ліги у Швейцарії. Переможцем вдруге поспіль став Серветт.

## Календар
| Раунд       | Дата             | Матчі | Клуби   |
| ----------- | ---------------- | ----- | ------- |
| 1/16 фіналу | 2-14 серпня 1979 | 16    | 32 → 16 |
| 1/8 фіналу  | 17 лютого 1980   | 8     | 16 → 8  |
| 1/4 фіналу  | 24 лютого 1980   | 4     | 8 → 4   |
| 1/2 фіналу  | 8-22 квітня 1980 | 2     | 4 → 2   |
| Фінал       | 6 травня 1980    | 1     | 2 → 1   |

## 1/16 фіналу
| Команда 1         | Рахунок      | Команда 2              |
| ----------------- | ------------ | ---------------------- |
| 2 серпня 1979     |              |                        |
| Ренон (2)         | 1:2          | Шенуа                  |
| 4 серпня 1979     |              |                        |
| Лозанна           | 1:1 пен. 4:1 | Ла Шо-де-Фон           |
| Серветт           | 1:0          | Сьйон                  |
| Янг Бойз          | 1:0          | Базель                 |
| Аарау (2)         | 4:0          | Вінтертур (2)          |
| Баден (2)         | 1:3          | Берн (2)               |
| Беллінцона (2)    | 4:4 пен. 7:8 | Люцерн                 |
| Фрібур (2)        | 1:2          | Веве Спортс (2)        |
| Гренхен (2)       | 2:3          | Нордштерн (Базель) (2) |
| Лугано            | 2:2 пен. 5:4 | К'яссо                 |
| Фрауенфельд (2)   | 3:1          | Крієнс (2)             |
| Біль-Б'єнн (2)    | 2:1          | Рарон (2)              |
| Ксамакс           | 3:0          | Веттінген (2)          |
| 8 серпня 1979     |              |                        |
| Мендрізіостар (2) | 1:7          | Цюрих                  |
| Лерхенфельд (2)   | 1:6          | Грассгоппер            |
| 14 серпня 1979    |              |                        |
| Шаффгаузен (2)    | 0:4          | Санкт-Галлен           |

## 1/8 фіналу
| Команда 1       | Рахунок | Команда 2              |
| --------------- | ------- | ---------------------- |
| 17 лютого 1980  |         |                        |
| Берн (2)        | 0:3     | Серветт                |
| Біль-Б'єнн (2)  | 0:5     | Янг Бойз               |
| Фрауенфельд (2) | 1:2     | Грассгоппер            |
| Лозанна         | 3:0     | Шенуа                  |
| Лугано          | 1:3     | Аарау (2)              |
| Ксамакс         | 1:0 дч  | Веве Спортс (2)        |
| Цюрих           | 2:1     | Нордштерн (Базель) (2) |
| Люцерн          | 2:1     | Санкт-Галлен           |

## 1/4 фіналу
| Команда 1      | Рахунок | Команда 2   |
| -------------- | ------- | ----------- |
| 24 лютого 1980 |         |             |
| Янг Бойз       | 0:2     | Серветт     |
| Лозанна        | 1:2     | Грассгоппер |
| Аарау (2)      | 0:1     | Цюрих       |
| Люцерн         | 2:1     | Ксамакс     |

## 1/2 фіналу
| Команда 1      | Рахунок | Команда 2 |
| -------------- | ------- | --------- |
| 8 квітня 1980  |         |           |
| Грассгоппер    | 2:1     | Цюрих     |
| 22 квітня 1980 |         |           |
| Серветт        | 6:0     | Люцерн    |

## Фінал
| 6 травня 1980 |

| Серветт                                | 3:0      | Грассгоппер |
| -------------------------------------- | -------- | ----------- |
| Кучінотта 12' Шнайдер 46' Барберіс 49' | Протокол |             |

| Ґюрцлен, Біль Глядачів: 7 700 Арбітр: Вернер Беш |